# 埃爾巴赫河 (伍珀河支流)
51°5′15.9″N 7°32′34.9″E / 51.087750°N 7.543028°E
埃爾巴赫河（德語：Ellbach），是德國的河流，位於該國西部，流經北萊茵-威斯特法倫州，屬於伍珀河的左支流，河道全長0.6公里，河畔城鎮有馬林海德。